# Agata Fronczak
Agata Fronczak, z domu Aleksiejuk – polska fizyk, doktor habilitowany profesor PW, specjalizująca się w fizyce statystycznej. Adiunkt Wydziału Fizyki Politechniki Warszawskiej.

## Życiorys
Fizykę na Politechnice Warszawskiej ukończyła w 1999 roku. Stopień doktorski uzyskała na wydziale fizyki PW w 2004 roku na podstawie pracy zatytułowanej Strukturalne i krytyczne własności sieci ewoluujących i grafów przypadkowych, przygotowanej pod kierunkiem Janusza Hołysta, a w 2014 habilitowała się na tym samym wydziale, pisząc rozprawę pt. Koncepcje zespołów statystycznych i przestrzeni stanów w badaniach układów złożonych.

## Życie prywatne
Jej małżonek Piotr również specjalizuje się w fizyce (habilitację w tej dziedzinie uzyskał w 2015). Ma dwóch synów.